# Acapulco Shore (temporada 10)
La décima temporada de Acapulco Shore, un programa de televisión mexicano con sede en Acapulco, México, transmitido por MTV Latinoamérica se anunció en agosto de 2022 y se estrenó más tarde el 27 de septiembre. Las grabaciones se llevó a cabo en junio de 2022, por segunda ocasión en la ciudad de Puerto Vallarta, Jalisco, sin embargo las grabaciones se vieron afectadas por posibles contagios por COVID-19, además sería la primera vez que el programa se filma en lugares públicos desde la séptima temporada por las mismas razones. El primer vistazo de la temporada fue publicado el 12 de septiembre de 2022.
Se estrenó el 28 de septiembre de 2022 en MTV Brasil, y más tarde el 9 de octubre en MTV España.
Ninguno de los novatos de la temporada anterior regresó a esta temporada. El 28 de agosto de 2022 se anunció la lista de los miembros del reparto, marcando el regreso de Luis Méndez desde su última aparición en la séptima temporada, así como la incorporación de Abel Robles, Andrés Cervantes, Elizabeth Varela de AYTO? y Resistiré, Ricky Ochoa y Sebastián Galvez. Rocío Sánchez y Jaylin Castellanos regresaron a la serie después de abandonarla en la temporada anterior, pero como miembros recurrentes, al igual que Alejandra Varela y Roberto Mora de La venganza de los Ex VIP y Resistiré. Antes del estreno de la temporada, Karime Pindter anunció que esta marcaría su temporada final.

## Reparto
Principal:
A continuación los miembros de reparto y su descripción:
- Abel Robles - "¿Querían carnita?, ya llegó el abelón".
- Alba Zepeda - "Ya llegó su alba-ñil".
- Andrés Cervantes - "Que que, ¿qué 'pa-shore'?, ¿todo bien?".
- Eduardo "Chile" Miranda - "No es que me valga verga, ¡es que me súper vale verga!".
- Elizabeth Varela - "Sola, solicitada y soltera".
- Fernanda Moreno - "Tu mala vibra, me la pela".
- Isabel "Isa" Castro - "Soltera, chingona y siempre deseada".
- Jacky Ramirez - "Chichotas nuevas y aguanten panzonas".
- Karime Pindter - "Ya me dio la depre', ¡la de prepararme una cubita!".
- Luis "Jawy" Méndez - "Esto se acaba hasta que yo quiera".
- Ricky Ochoa - "Me gustan todos, todas y todes".
- Sebastián Galvez - "A la mujer como al mezcal, despacito y a besitos".

Recurrente
A continuación, los miembros del reparto no acreditados como principales:
- Alejandra Varela.
- Jaylin Castellanos.
- Roberto "Robbie" Mora.
- Rocío Sánchez.
- Fernando Lozada.

### Duración del reparto
| Nombre    | Episodios | Episodios | Episodios | Episodios | Episodios | Episodios | Episodios | Episodios | Episodios | Episodios | Episodios | Episodios |
| Nombre    | 1         | 2         | 3         | 4         | 5         | 6         | 7         | 8         | 9         | 10        | 11        | 12        |
| Abel      |           |           |           |           |           |           |           |           |           |           |           |           |
| Alba      |           |           |           |           |           |           |           |           |           |           |           |           |
| Andrés    |           |           |           |           |           |           |           |           |           |           |           |           |
| Chile     |           |           |           |           |           |           |           |           |           |           |           |           |
| Eli       |           |           |           |           |           |           |           |           |           |           |           |           |
| Fernanda  |           |           |           |           |           |           |           |           |           |           |           |           |
| Isa       |           |           |           |           |           |           |           |           |           |           |           |           |
| Jacky     |           |           |           |           |           |           |           |           |           |           |           |           |
| Jawy      |           |           |           |           |           |           |           |           |           |           |           |           |
| Karime    |           |           |           |           |           |           |           |           |           |           |           |           |
| Ricky     |           |           |           |           |           |           |           |           |           |           |           |           |
| Sebastián |           |           |           |           |           |           |           |           |           |           |           |           |
| Rocío     |           |           |           |           |           |           |           |           |           |           |           |           |
| Robbie    |           |           |           |           |           |           |           |           |           |           |           |           |
| Ale       |           |           |           |           |           |           |           |           |           |           |           |           |
| Jaylin    |           |           |           |           |           |           |           |           |           |           |           |           |
| --------- | --------- | --------- | --------- | --------- | --------- | --------- | --------- | --------- | --------- | --------- | --------- | --------- |

## Episodios
| N.º (total) | N.º (temp.) | Título                        | Estreno en Latinoamérica |
| ----------- | ----------- | ----------------------------- | ------------------------ |
| 125         | 1           | «Nace una nueva familia»      | 27 de septiembre de 2022 |
| 126         | 2           | «La fiesta máxima»            | 4 de octubre de 2022     |
| 127         | 3           | «Batalla Campal»              | 11 de octubre de 2022    |
| 128         | 4           | «Despedida Y Bienvenida»      | 18 de octubre de 2022    |
| 129         | 5           | «Llego el ex»                 | 25 de octubre de 2022    |
| 130         | 6           | «Reunión familiar»            | 1 de noviembre de 2022   |
| 131         | 7           | «Cumpleaños Shore»            | 8 de noviembre de 2022   |
| 132         | 8           | «Viva El Pride»               | 15 de noviembre de 2022  |
| 133         | 9           | «Una Reconciliación Sorpresa» | 22 de noviembre de 2022  |
| 134         | 10          | «Fiesta de chicas»            | 29 de noviembre de 2022  |
| 135         | 11          | «La despedida anticipada»     | 6 de diciembre de 2022   |
| 136         | 12          | «La Última Fiesta»            | 13 de diciembre de 2022  |